# Публій Кальвізій Тулл Рузон
Публій Кальвізій Тулл Рузон (лат. Publius Calvisius Tullus Ruso; ? — до 120) — державний діяч часів Римської імперії, консул 109 року.

## Життєпис
Походив з роду Кальвізіїв ймовірно з Нарбонської Галлії. Син Публія Кальвізія Рузона Юлія Фронтіна, консула-суфекта 84 року, та Дасумії Тулли. Батькові імператор Веспасіан надав титул патриція. Кар'єрі Публія Кальвізія Тулла сприяв шлюб з представницею заможного роду Доміціїв Курвіїв.
У 109 році став ординарним консулом разом з Авлом Корнелієм Пальмою Фронтоніаном. Залишався впливовою особою протягом правління імператора Траяна. Ймовірно помер до 120 року.

## Сім'я
Дружина — Доміція Луцілла Старша, донька Луція Доміція Курвія Лукана.
Діти:
- Доміція Луцілла Молодша, дружина Марка Аннія Вера, претора